# 瑟古德·马歇尔联邦法院
瑟古德·马歇尔联邦法院（Thurgood Marshall United States Courthouse）是纽约市曼哈顿下城一座新古典主义建筑风格的法院建筑，位于弗利广场中央街40号，地处市政中心社区。该建筑由卡斯·吉尔伯特和小卡斯·吉尔伯特父子设计，被列入国家史迹名录。
美国联邦第二巡回上诉法院和美国纽约南区联邦地区法院在此审案，街对面则是纽约市大都会惩教中心。
该建筑高179.83米，37层。六层的基座部分立面设有宏伟的柱廊，以及四个古代律师：柏拉图、亚里士多德、狄摩西尼和摩西的头。

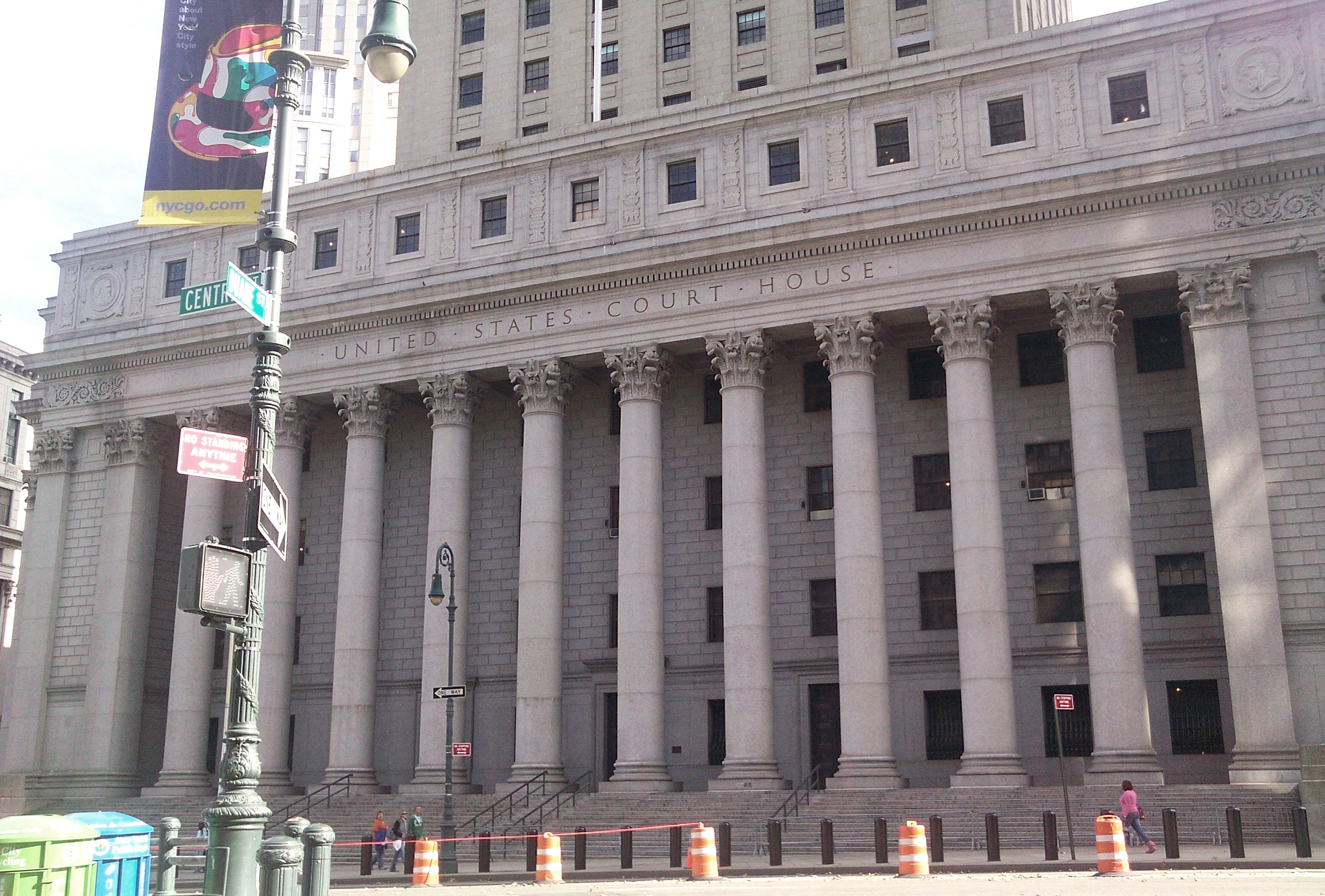